# Rosal de la Frontera
Rosal de la Frontera is een gemeente in de Spaanse provincie Huelva in de regio Andalusië met een oppervlakte van 210 km². In 2007 telde Rosal de la Frontera 1820 inwoners.